# Félix Couchoro
Félix Couchoro (Ouidah, Benín, 1900 - Lomé, 1968) fue un escritor togolés.
Estudió en una misión católica y fue profesor de una escuela católica. Además fue editor de varias publicaciones.

## Obra
- L'Esclave, 1929.
- Amour de féticheuse, 1941.
- Drama d'amour à Anecho, 1950.
- L'héritage cette peste, 1963.